# Kopiejka (1855–1864) BM
Kopiejka (1855–1864) BM – moneta o wartości jednej kopiejki, bita w mennicy w Warszawie, z datą 1855–1864, jako następczyni kopiejki (1850–1855) BM, według systemu wagowego opartego na funcie rosyjskim i stopy menniczej definiującej bicie 32 rubli z jednego puda miedzi.
Kopiejka 1864 BM była w XIX w. ostatnią monetą wybitą z właściwą datą w mennicy w Warszawie, przed jej całkowitym zamknięciem.

## Awers
Na tej stronie umieszczono ukoronowany monogram Aleksandra II „A ІI”.

## Rewers
Na tej stronie znajduje się korona, pod nią napis „КОПѢЙКА”, poniżej rok 1855, 1856, 1858, 1859, 1860, 1861, 1862, 1863 lub 1864, a pod nim znak mennicy w Warszawie – litery w cyrylicy В.М. (Варшавская Монета).

## Opis
Monetę bito w mennicy w Warszawie, w miedzi, na krążku o średnicy 23 mm, masie 5,11 grama, z rantem gładkim. Według sprawozdań mennicy w latach 1855–1856 oraz 1858–1864 w obieg wypuszczono 22 787 405 monet. Dokładne podanie nakładu jest jednak niemożliwe, ponieważ w 1855 roku monetę bito razem z kopiejką (1850–1855) BM, a mennica w swoich sprawozdaniach raportowała jedynie liczbę wprowadzanych do obiegu monet konkretnego nominału, bez podawania typu.
Stopień rzadkości poszczególnych roczników i ich odmian przedstawiono w tabeli:
| Rocznik            | Stopień rzadkości | Szacowana liczba egzemplarzy | Uwagi                                                                 | Zdjęcie |
| ------------------ | ----------------- | ---------------------------- | --------------------------------------------------------------------- | ------- |
| kopiejka 1855 B.M. | [ 4 ]             | > 400 000                    | bito również monety kopiejka (1850–1855) BM                           |         |
| kopiejka 1856 B.M. | [ 5 ]             | > 400 000                    | znane są odmiany z wąską i szeroką (R5) literą A monogramu na awersie |         |
| kopiejka 1858 B.M. | R                 | 80 001–400 000               | znane są odmiany z wąską (R5) i szeroką literą A monogramu na awersie |         |
| kopiejka 1859 B.M. | [ 7 ]             | > 400 000                    |                                                                       |         |
| kopiejka 1860 B.M. | [ 8 ]             | > 400 000                    |                                                                       |         |
| kopiejka 1861 B.M. | R                 | 80 001–400 000               |                                                                       |         |
| kopiejka 1862 B.M. | [ 10 ]            | > 400 000                    |                                                                       |         |
| kopiejka 1863 B.M. | [ 11 ]            | > 400 000                    |                                                                       |         |
| kopiejka 1864 B.M. | R                 | 80 001–400 000               |                                                                       |         |

W numizmatyce rosyjskiej moneta zaliczana jest do kategorii monet cara Aleksandra II.
Moneta o tym samym nominale i takich samych rysunkach rewersu i awersu, poza Warszawą, była bita jeszcze w jednej mennicy:
| Nominał  | Lata                | Znak mennicy | Mennica       |
| -------- | ------------------- | ------------ | ------------- |
| kopiejka | 1855–1867           | Е.М.         | Jekaterynburg |
| kopiejka | 1855–1856,1858–1864 | B.M.         | Warszawa      |